# The Atomic Cafe
The Atomic Cafe és una pel·lícula documental estatunidenca del 1982 dirigida per Kevin Rafferty, Jayne Loader i Pierce Rafferty. És una recopilació de clips de notícies, pel·lícules d'entrenament militar i altres imatges produïdes als Estats Units a principis de la Guerra Freda sobre el tema de la guerra nuclear. Sense cap narració, el metratge s'edita i es presenta de manera que demostri com la desinformació i la propaganda van ser utilitzades pel govern dels Estats Units i la cultura popular per alleujar les pors sobre les armes nuclears entre el públic estatunidenc.
El 2016, la pel·lícula va ser seleccionada per a la seva preservació al National Film Registry de la Biblioteca del Congrés dels Estats Units com a "important culturalment, històricament o estèticament".

## Argument
La pel·lícula cobreix els inicis de l'era de la guerra nuclear, creada a partir d'una àmplia gamma de material d'arxiu dels anys 1940, 1950 i principis dels 1960, inclosos clips de notícies, notícies de televisió, pel·lícules produïdes pel govern (incloses les pel·lícules d'entrenament militars), anuncis, programes de televisió i ràdio. Les imatges d'arxiu de notícies reflectien la comprensió predominant dels mitjans de comunicació i del públic. La pel·lícula tracta tant l'impacte de la bomba atòmica en la cultura popular com en la vida quotidiana, així com documenta la creixent fascinació dels militars per dur a terme proves cada cop més perilloses. La pel·lícula s'obre amb imatges de l'assaig Trinity i conclou amb un muntatge d'imatges que simula un atac nuclear als Estats Units.
Tot i que el tema de l'holocaust atòmic és una qüestió greu, gran part de l'humor deriva de la reacció de l'audiència moderna a les pel·lícules d'entrenament antigues, com ara la pel·lícula Duck and Cover mostrada a les escoles. Una altra seqüència inclou imatges de maniobres d'entrenament de l'exèrcit estatunidenc en què els soldats reben ordre de caminar cap a un núvol de bolets com a part d'un exercici per estudiar amb quina eficàcia les forces armades podrien matar els supervivents d'un atac amb una bomba nuclear si els soldats soviètics arribessin mai a sòl estatunidenc; abans de l'inici de l'exercici, els soldats són informats: "Vista des d'una distància segura, la bomba atòmica és una de les vistes més belles que mai hagi vist l'home".

## Context històric
The Atomic Cafe, coneguda com una "compilació verité" sense "narració de la veu de Déu" ni cap metratge recentment rodat, es va estrenar en el cim de la nostàlgia i el cinisme a Amèrica. El 1982, els esetatunidencs havien perdut gran part de la seva fe en el seu govern després de la Guerra del Vietnam, l'escàndol Watergate, i la cursa armamentista aparentment interminable amb la Unió Soviètica. The Atomic Cafe reflecteix i reforça aquesta idea ja que exposa com es van minimitzar els perills de la bomba atòmica i com el govern va utilitzar pel·lícules per donar forma a l'opinió pública.
The Atomic Cafe també va ser llançada durant el renaixement forçat de la defensa civil de l'Administració Reagan. Barry Posen i Stephen Van Evera expliquen aquest renaixement al seu article "Defense Policy and the Reagan Administration: Departure from Containment" publicat a International Security. Argumenten que el 1981-82 l'administració Reagan estava passant d'una gran estratègia de contenció essencialment defensiva a una estratègia més ofensiva. A causa de les majors exigències de la seva estratègia més ofensiva, "l'Administració Reagan... va proposar la major acumulació militar des de la Guerra de Corea." De rellevància clau per a The Atomic Cafe, el moviment de Reagan cap a l'ofensiva va incloure l'adopció d'una estratègia nuclear més agressiva que requeria una gran estratègia nuclear. La contenció només requeria que lees forces nuclears estratègiques fossin capaces d'una missió: infligir danys inacceptables a la Unió Soviètica fins i tot després d'absorbir un atac sorpresa soviètic total. A aquesta missió de "destrucció assegurada", l'administració Reagan va afegir una segona missió de "contraforça", que requeria la capacitat de llançar un primer atac nuclear contra les forces nuclears estratègiques soviètiques que deixaria als soviètics incapaços d'infligir danys inacceptables als EUA en represàlia. Els EUA sempre havien invertit en contraforça, però l'administració Reagan hi va posar encara més èmfasi. La missió de contraforça era molt més exigent que la missió de destrucció assegurada i requeria una gran expansió de les forces nuclears ofensives. La defensa civil era un component d'una estratègia de contraforça, ja que reduïa la capacitat de represàlia soviètica i, per tant, la defensa civil era candidata per a més despeses sota l'estratègia nuclear de contraforça de Reagan. Posen i Van Evera argumenten que aquesta estratègia de contraforça era una justificació per a una acumulació nuclear oberta dels Estats Units
Bob Mielke, a "Rhetoric and Ideology in the Nuclear Test Documentary" (Film Quarterly) parla de l'estrena de The Atomic Cafe: "Aquesta funció de sàtira es va publicar en el moment àlgid del moviment de congelació nuclear (que al seu torn, responia al maneig surrealista de la carrera armamentista per part de l'administració Reagan)."
A "Atomic Café" (Film Quarterly), Fred Glass assenyala que els antecedents tècnics i culturals necessaris per crear la pel·lícula no estaven disponibles l'any 1955. Els temes de la pel·lícula, crítics amb la propaganda del govern i la carrera d'armaments nuclears, haurien estat vists com a antipatriòtics durant l'era McCarthy. I aconseguir els permisos i el finançament necessaris per fer Atomic Café podria haver estat força difícil.
Patricia Aufderheide, a Documentary Film: A Very Short Introduction incideix en la importància de The Atomic Cafe com a finestra al passat de la propaganda i la desinformació del govern durant els anys posteriors a l'arribada de la bomba atòmica.
| « | La propaganda, també coneguda com a desinformació, diplomàcia pública i comunicació estratègica, continua sent una eina important per als governs. Però el documental autònom ja no és una part important de les campanyes de relacions públiques dirigides al públic en general. | » |

## Producció
The Atomic Cafe es va produir durant un període de cinc anys gràcies als esforços col·laboratius de tres directors: Jayne Loader i els germans Kevin i Pierce Rafferty. Per a aquesta pel·lícula, els germans Rafferty i Loader van formar una productora anomenada The Archives Project. Els cineastes van optar per no utilitzar narració. En comptes d'això, van desplegar seqüències de clips de pel·lícules curosament construïdes per aclarir els seus punts. Jayne Loader s'ha referit a The Atomic Cafe com a "compilation verité": una pel·lícula recopilatòria sense narració de "Veu de Déu" i sense cap metratge nou afegit pels cineastes. La banda sonora utilitza cançons de temàtica atòmica de l'època de la Guerra Freda per subratllar els temes de la pel·lícula.
La pel·lícula va costar 300.000 dòlars. El grup va rebre algun suport financer de fonts externes, inclòs el Film Fund, una organització sense ànim de lucre amb seu a la ciutat de Nova York. Les subvencions comprenien una quantitat nominal del pressupost de l'equip, i la pel·lícula va ser finançada en gran part pels mateixos cineastes. Jayne Loader va declarar en una entrevista: "Si haguéssim confiat en les subvencions, ens hauríem mort de fam." Pierce Rafferty va ajudar a donar suport econòmic a l'equip i a la pel·lícula treballant com a consultor i investigador en diverses altres pel·lícules documentals com les nominades a l'Oscar El Salvador—Another Vietnam, With Babies and Banners, i The Life and Times of Rosie the Riveter (que també va ser induïda al National Film Registry). Els germans Rafferty també havien rebut una herència que van utilitzar per donar suport a l'equip durant els cinc anys que va trigar a fer la pel·lícula. Al voltant del 75% de la pel·lícula està formada per materials governamentals que eren de domini públic. Tot i que podien utilitzar aquests materials de domini públic gratuïtament, havien de fer còpies de les pel·lícules pel seu compte. Això, juntament amb el telenotícies i les imatges comercials que inclouen l'altre 25% de la pel·lícula (juntament amb els drets d'autor de la música) representen la major part de les despeses del trio.

## Llançament
La pel·lícula es va estrenar el 17 de març de 1982 a Nova York. L'agost de 1982, Bantam Books va publicar un llibre complementari amb el mateix nom, escrit per Kevin Rafferty, Jayne Loader i Pierce Rafferty. Una restauració digital 4K de la pel·lícula, creada per IndieCollect, es va estrenar a SXSW el 2018.

### Mitjans domèstics
L'edició del 20è aniversari de la pel·lícula va ser llançada en format DVD en Regió 1 el 26 de març de 2002 per New Video Group. Una versió restaurada 4K fou estrenada en Blu-ray el 4 de desembre de 2018 per Kino Lorber.
El 1995, Jayne Loader's Public Shelter, una web i CD-ROM educatiu – amb clips de The Atomic Cafe, a més de material addicional de pel·lícules desclassificades, àudio, fotografies, i fitxers de text que arxiven la història, la tecnologia i la cultura de l'Era Atòmica - va ser llançat per EJL Productions, una companyia formada per Jayne Loader i el seu primer marit, Eric Schwaab. Tot i que va obtenir crítiques i premis nacionals positius, el CD-ROM autodistribuït Public Shelter va vendre només 500 còpies i no va trobar cap distribuidor nacional. Loader i Schwaab es divorciaren. El lloc web va plegar l'any 1999.

## Recepció

### Resposta crítica
Quan es va estrenar The Atomic Cafe, el crític de cinema Roger Ebert va parlar de l'estil i els mètodes que utilitzaven els cineastes, escrivint: "Els creadors de The Atomic Cafe van tamisar milers de metres de pel·lícules de l'exèrcit, notícies, pel·lícules de propaganda del govern i antigues retransmissions de televisió per elaborar el material de la seva pel·lícula, que es presenta sense cap narració, com un registre d'algunes de les maneres en què la bomba va entrar al folklore americà. Hi ha cançons, discursos de polítics, i esgarrifoses imatges documentals de tropes americanes com a conillets d'índies protegint-se d'una explosió atòmica i després exposant-se a la radiació que ni ells ni els seus oficials van entendre." També fou ressenyada per Gene Siskel que ho va veure més com una peça d'Americana i una curiositat.
El crític Vincent Canby del New York Times va elogiar la pel·lícula, qualificant-la com "una pel·lícula-collage devastadora que examina les actituds oficials i no oficials dels Estats Units cap a l'era atòmica" i una pel·lícula que "mereix atenció nacional". Canby va quedar tan enganyat per The Atomic Cafe que el va esmentar en un article posterior, comparant-lo, favorablement, amb la superproducció de 1981 Porky's.
El crític Glenn Erickson va parlar del missatge editorial dels productors de la pel·lícula: 
| « | Els creadors de The Atomic Cafe tenen clarament un missatge per transmetre, i per aconseguir aquest objectiu utilitzen l'inerent absurditat de la seva font material de manera creativa. Però tenen cura d'assegurar-se que la deixen essencialment sense transformar. Quan veiem Nixon i J. Edgar Hoover posant amb una tira de microfilm, sabem que estem veient un telenotícies. El contingut no està enganyat. Excepte en muntatges de resum, la narració d'una font no s'utilitza per sobre d'una altra. Quan hi ha imatges en brut, es veuen moments sincers dels locutors (inclòs el President Truman) quan no saben que les càmeres estan rodant. Atrapat rient incongruentment davant d'un informe solemne sobre una amenaça d'àtoms, Truman es presenta com un flip cruel ... | » |

A Rotten Tomatoes la pel·lícula té un índex d'aprovació del 93% basat en les ressenyes de 29 crítics.
Deirdre Boyle, professora associada i coordinadora acadèmica del Graduate Certificate in Documentary Media Studies a The New School i autora de Subject to Change: Guerrilla Television Revisited, va afirmar que "en recopilar propaganda o ficcions negant 'la veritat nuclear', The Atomic Cafe revela la manca de resistència del públic estatunidenc davant la por generada per les pel·lícules de propaganda del govern i la desinformació que generaven. Si els estatunidencs de l'època no tenien la capacitat de resistir o rebutjar aquesta desinformació sobre la bomba atòmica és una veritat discutible."
The Oxford Handbook of Science Fiction deia que era, entre cometes, un "fals documental" de la seva edició i l'anomenava "La sàtira més poderosa dels tractaments oficials de l'era atòmica".

### Reconeixements
Premis
- Boston Society of Film Critics: Premi BSFC, Millor documental; 1983.[37]

Nominació
- Premi BAFTA: Premi Flaherty al documental, Kevin Rafferty, Jayne Loader i Pierce Rafferty; 1983.[38][39]

## Llegat
El 2016, The Atomic Cafe va ser una de les 25 pel·lícules seleccionades per a la seva conservació al National Film Registry anual de la Biblioteca del Congrés dels Estats Units per ser considerada "culturalment, històricament o estèticament significativa". El comunicat de premsa del Registre deia que "L'influent recopilació de pel·lícules 'Atomic Cafe' documenta de manera provocativa l'amenaça de la guerra nuclear després de la Segona Guerra Mundial tal com es mostra en una àmplia varietat de material d'arxiu del període..."
El polèmic documentalista Michael Moore es va inspirar en la pel·lícula que va tuitejar:
"Aquesta és la pel·lícula que em va dir que un documental sobre un tema mortal i seriós podria ser molt divertit. Llavors vaig demanar a la gent que l'havia fet que m'ensenyessin a fer-ho. Ho van fer. Aquella pel·lícula es va convertir en la meva primera - 'Roger & Me'."